# Liste de festivals de cinéma en Europe
Cette page dresse la liste des festivals de cinéma en Europe.

## Albanie
| Nom                                                            | Nom original / anglophone                                      | Ville  | Création | Tenue    | Détails | Site officiel      |
| -------------------------------------------------------------- | -------------------------------------------------------------- | ------ | -------- | -------- | ------- | ------------------ |
| Festival international du film de Tirana                       | (en) Tirana International Film Festival (TIFF)                 | Tirana | 2003     | Novembre |         | (en) Site officiel |
| Festival international du film des droits de l'homme d'Albanie | (en) International Human Rights Film Festival Albania (IHRFFA) | Tirana | 2005     | Mars     |         | (en) Site officiel |
| Festival international du film Summerfest de Durrës (en)       | (en) International Film Summerfest of Durrës (IFS)             | Durrës | 2008     | Octobre  |         | (en) Site officiel |

## Allemagne
| Nom                                                                                              | Nom original / anglophone | Ville               | Création | Tenue                 | Détails | Site officiel      |
| ------------------------------------------------------------------------------------------------ | --- | ------------------- | -------- | --------------------- | --- | ------------------ |
| Festival du film féminin de Cologne & Dortmund (de)                                              | (de) Internationales Frauenfilmfestival Dortmund/Köln                                                                                              | Cologne / Dortmund  | 2006     | Avril                 | | (de) Site officiel |
| Afrika Film Festival Köln                                                                        | (de) Filme aus Afrika | Cologne             | 2002     | Septembre             | | (de) Site officiel |
| Festival international du film de Mannheim-Heidelberg                                            | (de) Internationales Filmfestival Mannheim-Heidelberg                                                                                              | Mannheim Heidelberg | 1952     | Novembre              | | (de) Site officiel |
| Week-end international du film de Wurtzbourg (de)                                                | (de) Internationales Filmwochenende Würzburg | Wurtzbourg          | 1974     | Fin janvier           | | (de) Site officiel |
| Festival international du film d'Emden-Norderney                                                 | (de) Internationales Filmfest Emden-Norderney | Emden & Norderney   | 1990     | 8 jours en Mai & Juin | | (de) Site officiel |
| Festival international des écoles de cinéma de Munich (de)                                       | (de) Internationales Festival der Filmhochschulen München                                                                                          | Munich              | 1981     | Novembre              | Films réalisés lors des études supérieures des réalisateurs                                                                       | (de) Site officiel |
| Journées du cinéma français de Tübingen-Stuttgart (de)                                           | (de) Französische Filmtage Tübingen-Stuttgart | Tübingen Stuttgart  | 1984     | Novembre              | Courts et longs métrages français et internationaux – Divers prix monétaires – Aides à la distribution en Allemagne du film primé | (de) Site officiel |
| Festival international du film de Berlin ou « Berlinale »                                        | (de) Internationale Filmfestspiele Berlin (en) Berlin International Film Festival                                                                  | Berlin              | 1951     | Février               | Plus important festival d'Allemagne et l'un des plus importants du monde – Prix principal : Ours d'or                             | (en) Site officiel |
| Festival international du court métrage d'Oberhausen ou « Kurzfilmtage »                         | (de) Internationale Kurzfilmtage Oberhausen (en) International Short Film Festival Oberhausen                                                      | Oberhausen          | 1954     | Avril                 | Festival de courts métrages | (en) Site officiel |
| Festival international du film documentaire et du film d'animation de Leipzig ou « DOK Leipzig » | (de) Internationales Leipziger Festival für Dokumentar- und Animationsfilm (en) International Leipzig Film Week for Documentary and Animation Film | Leipzig             | 1955     | Octobre               | Festival de films documentaires et d'animation                                                                                    | (en) Site officiel |
| NaturVision                                                                                      | (en) NaturVision | Ludwigsbourg        | 2002     | Juillet               | Festival International du Films de Nature, Animaux & Environnement                                                                | (en) Site officiel |
| Festival international du film pour enfants de Lucas ou « Lucas »                                | (en) LUCAS International Children's Film Festival                                                                                                  | Francfort           | 1974     | Décembre              | Le plus ancien festival allemand dédié aux films pour enfants                                                                     | (en) Site officiel |
| Festival du film de Munich                                                                       | (de) Filmfest München | Munich              | 1983     | Juin - juillet        | L'un des principaux festivals de cinéma d'Allemagne avec la Berlinale – Prix principal : prix ARRI                                | (en) Site officiel |
| Festival du film de Hambourg                                                                     | (de) Filmfest Hamburg | Hambourg            | 1992     | Septembre - octobre   | Prix principal : prix de la critique                                                                                              | (en) Site officiel |
| Festival international du film d'Oldenbourg                                                      | (de) Internationale Filmfest Oldenburg (en) Oldenburg International Film Festival                                                                  | Oldenbourg          | 1994     | Septembre - octobre   | Prix principal : German Independence Award                                                                                        | (en) Site officiel |
| Festival indépendant du film d'Osnabrück                                                         | (de) Unabhängiges FilmFest Osnabrück | Osnabrück           | 1994     | Octobre               | | (de) Site officiel |
| Semaine du film français de Leipzig/Halle                                                        | (de) Französische Filmtage Leipzig/Halle | Leipzig et Halle    | 1995     | Janvier               | Festival célébrant le cinéma français                                                                                             | (de) Site officiel |
| Festival international du film de Wiesbaden ou « GoEast »                                        | (de) Festival des mittel- und osteuropäischen Films                                                                                                | Wiesbaden           | 2001     | Avril                 | | (en) Site officiel |
| Festival du film indépendant de Biberach (de)                                                    | (en) Biberach Independent Film Festival (BIFF) | Biberach an der Riß | 2004     | Novembre              | Festival consacré aux courts métrages, films indépendants et expérimentaux allemands                                              | (de) Site officiel |
| Directors Lounge                                                                                 | (en) Berlin International Directors Lounge (DL) | Berlin              | 2005     |                       | Festival consacré aux courts métrages, aux films indépendants et expérimentaux allemands                                          | (en) Site officiel |

## Arménie
| Nom                                     | Nom original / anglophone                                                                                     | Ville  | Création | Tenue | Détails                       | Site officiel      |
| --------------------------------------- | --- | ------ | -------- | ----- | ----------------------------- | ------------------ |
| Festival international du film d'Erevan | (hy) Ոսկե Ծիրան Երևանի միջազգային կինոփառատոն (en) Golden Apricot Yerevan International Film Festival (GAYFF) | Erevan | 2004     | Avril | Prix principal : Abricot d'or | (en) Site officiel |

## Autriche
| Nom                                        | Nom original / anglophone                                                                                      | Ville     | Création | Tenue   | Détails | Site officiel                         |
| ------------------------------------------ | --- | --------- | -------- | ------- | --- | ------------------------------------- |
| Festival du Film Francophone               | (fr) Festival du Film Francophone (FFF) (de) Festival du Film Francophone (FFF)                                | Vienne    | 1999     | Avril   | | Site officiel                         |
| Viennale                                   | (fr) Festival International du Film de Vienne(en) Vienna International Film Festival                           | Vienne    | 1960     | Octobre | prix FIPRESCI de l'union internationale des critiques de cinéma                                                               | (de) Site officiel (en) Site officiel |
| Festival international du film d'Innsbruck | (de) International Filmfestival Innsbruck (IFFI)                                                               | Innsbruck |          |         | Festival de film d'Afrique, d'Asie et d'Amérique Latine                                                                       | Site Officiel                         |
| Ethnocineca                                | (fr) Festival international du film documentaire de Vienne (en) International Documentary Film Festival Vienna | Vienne    | 2008     | Mai     | Prix : International Documentary Award (IDA), Austrian Documentary Award (ADA), Excellence in Visual Anthropology Award (EVA) | Site Officiel                         |

## Belgique
| Nom                                                                              | Nom original / anglophone                                                                                      | Ville     | Création | Tenue             | Détails                                                                                      | Site officiel      |
| -------------------------------------------------------------------------------- | --- | --------- | -------- | ----------------- | -------------------------------------------------------------------------------------------- | ------------------ |
| Festival Cinéma Méditerranéen Bruxelles                                          | (Cinémamed) | Bruxelles | 1989     | Novembre-décembre | Festival reflétant la richesse multiculturelle belge et bruxelloise                          | Site officiel      |
| Festival international du cinéma expérimental de Knokke-le-Zoute ou « EXPRMNTL » | | Le Zoute  | 1949     |                   | Festival célébrant le cinéma expérimental – Dernière édition en 1974                         |                    |
| Festival international du film de Flandre-Gand                                   | (nl) Internationaal Film Festival van Vlaanderen – Gent (BAFF) (en) Flanders International Film Festival Ghent | Gand      | 1974     |                   | Prix principal : Grand prix – Remet aussi les World Soundtrack Awards                        | (en) Site officiel |
| Festival international du film d'animation de Bruxelles ou « Anima »             | (en) Brussels Animation Film Festival (BAFF)                                                                   | Bruxelles | 1982     |                   | Prix principal : Grand prix Anima                                                            | Site officiel      |
| Festival international du film de comédie de Liège                               | (FIFCL) | Liège     | 2016     | Novembre          | Comédie                                                                                      | Site officiel      |
| Festival international du film fantastique de Bruxelles                          | (en) Brussels International Fantastic Film Festival (BIFFF)                                                    | Bruxelles | 1983     |                   | Prix principal : Corbeau d'or                                                                | (en) Site officiel |
| Festival International du Film de Mons                                           | (FIFM) | Mons      | 1984     | Mars              | Festival ayant pour fil conducteur la thématique de l'amour                                  | Site officiel      |
| Festival international du film francophone de Namur                              | (FIFF) | Namur     | 1984     | Septembre         | Prix principal : Bayard d'or                                                                 | Site officiel      |
| Festival international Nature Namur                                              | (FINN) | Namur     | 1995     | Octobre           | Prix principal : Grand Prix                                                                  | Site officiel      |
| Festival du film Open Doek ou « Open Doek »                                      | (en) Open Doek Film Festival                                                                                   | Turnhout  | 1992     |                   |                                                                                              | (en) Site officiel |
| Festival international de l'érotisme de Bruxelles                                | (nl) Internationaal Erotica Festival van Brussel (en) Brussels International Festival of Eroticism             | Bruxelles | 1993     | Mars              | Festival célébrant les films érotiques – Remet aussi les European X Awards                   | Site officiel      |
| Festival du film européen de Bruxelles                                           | (en) Brussels Film Festival (BRFF)                                                                             | Bruxelles | 2003     | Juin              |                                                                                              | (en) Site officiel |
| Festival international du film policier de Liège                                 | | Liège     | 2007     | Avril             | Festival célébrant les films policiers                                                       | Site officiel      |
| Festival du film d'Ostende                                                       | (nl) Filmfestival Oostende (FFO) (en) Ostend Film Festival                                                     | Ostende   | 2007     | Septembre         |                                                                                              | (en) Site officiel |
| Offscreen                                                                        | | Bruxelles | 2008     |                   | Festival célébrant le cinéma bis                                                             | (en) Site officiel |
| Pink Screens                                                                     | | Bruxelles | 2002     |                   | Festival consacré aux genres et aux sexualités différentes                                   | (en) Site officiel |
| Festival Elles Tournent                                                          | (nl) Dames Draaien (en) Roll 'em Ladies                                                                        | Bruxelles | 2008     | Janvier           | Festival international de films de femmes                                                    | Site officiel      |
| Ramdam Festival                                                                  | | Tournai   | 2010     | Janvier           | Festival célébrant le « cinéma qui dérange »                                                 | Site officiel      |
| Festival du film scientifique de Bruxelles                                       | (FFSB) | Bruxelles | 2011     | Mars              | Festival célébrant les films d'actualités et de vulgarisation scientifique                   | Site officiel      |
| Massimadi                                                                        | | Bruxelles | 2013     |                   | Festival célébrant les films ethniques LGBT – Version belge du festival canadien du même nom | Site officiel      |
| Festival Les Enfants Terribles de Huy                                            | Les Enfants Terribles                                                                                          | Huy       | 2013     | Octobre           | Festival des premiers films européens et de courts métrages                                  | Site officiel      |
| Festival International du film historique de Waterloo                            | FIFHW | Waterloo  | 2013     | Octobre           | Festival sur les films historiques                                                           | Site officiel      |
| The Extraordinary Film Festival                                                  | TEFF | Namur     | 2011     | Novembre          | Le handicap sous toutes ses formes                                                           | Site officiel      |

## Bosnie-Herzégovine
| Nom                                                                           | Nom original / anglophone                                                                                 | Ville      | Création | Tenue | Détails                            | Site officiel      |
| ----------------------------------------------------------------------------- | --- | ---------- | -------- | ----- | ---------------------------------- | ------------------ |
| Festival du film de Sarajevo                                                  | (en) Sarajevo Film Festival (SFF)                                                                         | Sarajevo   | 1995     | Août  | Prix principal : Cœur de Sarajevo  | (en) Site officiel |
| Festival du film d'animation de Neum                                          | (en) Neum Animated Film Festival (NAFF)                                                                   | Neum       | 2004     |       | Festival de films d'animation      | (en) Site officiel |
| Festival international du film d'animation de Banja Luka ou « BanjalukAnima » | (sr) Међународни фестивал анимираног филма Бања Лука (en) Banja Luka International Animated Film Festival | Banja Luka | 2005     |       | Festival de films d'animation      | (en) Site officiel |
| Festival international du court métrage Kratkofil ou « Kratkofil »            | (sr) Бањалучки Интернационални Филмски Фестивал (en) Kratkofil International short film festival          | Banja Luka | 2007     |       | Festival de courts métrages        | (en) Site officiel |
| Festival international du film de Banja Luka                                  | (sr) Бањалучки Интернационални Филмски Фестивал (en) Banja Luka International Film Festival (BLIFF)       | Banja Luka | 2008     |       |                                    | (en) Site officiel |
| Festival du film des droits de l'homme Pravo Ljudski ou « Pravo Ljudski »     | (en) Pravo Ljudski Human Rights Film Festival,                                                            | Sarajevo   |          |       |                                    | (en) Site officiel |
| Festival du film de Tuzla (en)                                                | (en) Tuzla Film Festival (TFF)                                                                            | Tuzla      |          |       | Festival célébrant le cinéma slave | (bs) Site officiel |

## Bulgarie
| Nom                                                                         | Nom original / anglophone                                                                                      | Ville   | Création | Tenue | Détails | Site officiel      |
| --------------------------------------------------------------------------- | --- | ------- | -------- | ----- | --- | ------------------ |
| Festival international du film de Sofia ou « Sofia Film Fest »              | (bg) Международен София Филм Фест, София Филм Фест (en) Sofia International Film Festival (SIFF)               | Sofia   | 1997     | Mars  | La compétition est centrée sur les premiers et seconds films des réalisateurs                                                 | (en) Site officiel |
| Festival international du film des montagnes Bansko ou « Bansko Film Fest » | (bg) Международен фестивал на планинарския филм (en) International Film Festival for Mountains Bansko          | Bansko  | 1998     |       | Premier festival international dans les Balkans ; la compétition est centrée sur les films réalisés dans et sur les montagnes | (bg) Site officiel |
| In the Palace Festival international du court métrage ou « IN THE PALACE »  | (bg) Международен фестивал за късометражно кино В ДВОРЕЦА (en) IN THE PALACE International Short Film Festival | Balchik | 2003     |       | Festival de courts métrages                                                                                                   | (en) Site officiel |
| Festival international du film d'animation de Sofia ou « Golden Kuker »     | (bg) Междунардоният фестивал на анимационния филм (en) International Animation Film Festival "Golden Kuker"    | Sofia   | 2010     |       | Festival de films d'animation                                                                                                 | (en) Site officiel |

## Chypre
| Nom                                                    | Nom original / anglophone                       | Ville   | Création | Tenue | Détails                     | Site officiel      |
| ------------------------------------------------------ | ----------------------------------------------- | ------- | -------- | ----- | --------------------------- | ------------------ |
| Festival international du film de Chypre (en)          | (en) Cyprus International Film Festival (CYIFF) | Nicosie | 2006     |       |                             | (en) Site officiel |
| Festival international du court métrage de Chypre (en) | (en) Cyprus International Short Film Festival   | Nicosie | 2008     |       | Festival de courts métrages | (en) Site officiel |

## Croatie
| Nom                      | Nom original / anglophone | Ville | Création | Tenue | Détails | Site officiel      |
| ------------------------ | ------------------------- | ----- | -------- | ----- | ------- | ------------------ |
| Festival du film de Pula | (en) Pula film festival   | Pula  | 1954     |       |         | (hr) Site officiel |

## Danemark
| Nom                                                                      | Nom original / anglophone                          | Ville                         | Création | Tenue     | Détails | Site officiel      |
| ------------------------------------------------------------------------ | -------------------------------------------------- | ----------------------------- | -------- | --------- | --- | ------------------ |
| Festival international du film d'Odense                                  | (en) Odense Internationale Film Festival           | Odense                        | 1975     | Août      | Festival de courts métrages                                                                                            | (en) Site officiel |
| Festival du film gay et lesbien de Copenhague ou « MIX Copenhagen »      | (en) Copenhagen Gay and Lesbian Film Festival      | Copenhague                    | 1986     |           | Festival de films LGBT                                                                                                 | (en) Site officiel |
| NatFilm Festival (en)                                                    | (da) NatFilm Festivalen (en) NatFilm Festival      | Aalborg, Copenhague et Odense | 1990     |           | Fusionné avec le festival international du film de Copenhague en 2008 pour créer le CPH:PIX ; dernière édition en 2008 | (en) Site officiel |
| Festival international du film de Copenhague ou « CPH:PIX »              | (en) Copenhagen International Film Festival        | Copenhague                    | 2003     | Septembre | | (en) Site officiel |
| Festival international du film documentaire de Copenhague ou « CPH:DOX » | (en) Copenhagen International Documentary Festival | Copenhague                    | 2003     | Novembre  | Festival de films documentaires                                                                                        | (en) Site officiel |
| Festival du film AFIA                                                    | (en) AFIA Film Festival                            | Aarhus                        | 2005     |           | Festival célébrant le cinéma d'auteur                                                                                  | (da) Site officiel |

## Espagne
| Nom                                                                              | Nom original / anglophone                                                      | Ville                        | Création | Tenue                                | Détails                                                  | Site officiel      |
| -------------------------------------------------------------------------------- | ------------------------------------------------------------------------------ | ---------------------------- | -------- | ------------------------------------ | -------------------------------------------------------- | ------------------ |
| Cineuropa                                                                        | (es) Cineuropa                                                                 | Saint-Jacques-de-Compostelle | 1987     | Novembre                             |                                                          | (es) Site officiel |
| Festival international du film de Las Palmas de Gran Canaria (en)                | (es) Festival Internacional de Cine de Las Palmas de Gran Canaria              | Las Palmas de Gran Canaria   | 2000     | Fin mai / début juin                 |                                                          | (es) Site officiel |
| Festival Punto de Vista (es)                                                     | (es) Festival Punto de Vista                                                   | Pampelune                    | 2005     | Mars                                 |                                                          | (es) Site officiel |
| Festival de cinéma de Pampelune (es)                                             | (es) Festival de Cine de Pamplona                                              | Pampelune                    | 2000     | Octobre                              |                                                          | (en) Site officiel |
| Festival du cinéma européen de Séville (es)                                      | (es) Festival de Cine Europeo de Sevilla                                       | Séville                      | 2004     | Novembre                             |                                                          | (es) Site officiel |
| Festival de cinéma international d'Orense (es)                                   | (es) Festival de cine internacional de Orense                                  | Orense                       | 1996     | Octobre                              |                                                          | (en) Site officiel |
| Festival du western d'Almería                                                    | (en) Almería Western Film Festival                                             | Almería                      | 2011     | Octobre                              |                                                          | (en) Site officiel |
| Festival international du film de Saint-Sébastien                                | (es) Festival Internacional de Cine de San Sebastián                           | Saint-Sébastien              | 1953     | Septembre                            | Pendant 8 jours                                          | (en) Site officiel |
| Festival de cinéma africain de Cordoue                                           | (es) Festival de Cine Africano de Tarifa-Tánger                                | Cordoue                      | 2004     | Septembre                            | Pendant 8 jours                                          | (es) Site officiel |
| FILMETS Badalona Film Festival                                                   | (es) FILMETS Badalona Film Festival                                            | Badalone                     | 1969     | Entre octobre et novembre            | Dédié aux courts métrages                                | (es) Site officiel |
| Festival international de cinéma érotique de Barcelone                           | (es) Festival Internacional de Cine Erótico de Barcelona                       | Cornellà de Llobregat        | 1992     | Octobre                              | Disparition après l'édition 2008                         | Page IMDB          |
| Festival international de courts métrages et de cinéma alternatif de Benalmádena | (es) Festival Internacional de Cortometrajes y Cine Alternativo de Benalmádena | Benalmádena                  | 1998     | Octobre                              |                                                          | (es) Site officiel |
| Festival international du film de Catalogne                                      | (es) Festival internacional de cinema fantàstic                                | Sitges                       | 1968     | Première quinzaine du mois d'octobre | Axé sur le cinéma fantastique                            | (en) Site officiel |
| Cines del Sur                                                                    | (es) Festival de Granada Cines del Sur                                         | Grenade                      | 2006     | Juin                                 | Consacré aux œuvres cinématographiques émergentes du Sud | (es) Site officiel |
| Festival du cinéma espagnol de Malaga                                            | (es) Festival de Málaga de Cine Español                                        | Malaga                       | 1998     | 10 jours en mars et en avril         | Projection des films espagnols récents et marquants      | (es) Site officiel |
| Festival international du film de Gijón                                          | (es) Festival Internacional de Cine de Gijón                                   | Gijón                        | 1963     | 10 jours fin novembre                | Accorde une large place au cinéma indépendant            | (es) Site officiel |
| Festival international du film de Valladolid                                     | (es) Semana Internacional de Cine de Valladolid                                | Valladolid                   | 1956     | Octobre                              |                                                          | (es) Site officiel |
| Festival international du film Cine Jove de Valence                              | (es) Cinema Jove                                                               | Valence                      | 1985     | Juin                                 |                                                          | (es) Site officiel |
| Mostra de Valence du cinéma méditerranéen                                        | (es) Mostra de València                                                        | Valence                      | 1982     | 10 jours en octobre                  |                                                          | (en) Site officiel |
| Concours international de courts métrages ville de Soria                         | (es) Certamen Internacional de Cortos Ciudad de Soria                          | Soria                        | 1998     | Novembre                             |                                                          | (en) Site officiel |

## Estonie
| Nom                                           | Nom original / anglophone                                                                  | Ville            | Création | Tenue    | Détails                                                                     | Site officiel      |
| --------------------------------------------- | ------------------------------------------------------------------------------------------ | ---------------- | -------- | -------- | --------------------------------------------------------------------------- | ------------------ |
| Festival du film Nuits noires de Tallinn      | (ekk) Tallinna Pimedate Ööde Filmfestival (en) Tallinn Black Nights Film Festival (PÖFF)   | Tallinn          | 1997     | Novembre |                                                                             | (en) Site officiel |
| TARTuFF                                       |                                                                                            | Tartu            | 2007     |          | Festival célébrant les films d'amour                                        | (en) Site officiel |
| Festival international du film aléatoire (et) | (ekk) Rahvusvaheline juhuslik filmifestival (en) International Random Film Festival (IRFF) | Plusieurs villes | 2008     |          | Festival dont le lieu et la programmation sont décidées de façon aléatoires | (en) Site officiel |
| World Film Festival Tartu                     | (ekk) Maailmafilm                                                                          | Tartu            | 2010     | Mars     | Festival de film documentaire avec une approche anthropologique             | (en) Site officiel |

## Finlande
| Nom                                                             | Nom original / anglophone                                                                                                   | Ville          | Création | Tenue              | Détails                                                                                        | Site officiel      |
| --------------------------------------------------------------- | --- | -------------- | -------- | ------------------ | ---------------------------------------------------------------------------------------------- | ------------------ |
| Festival international du film pour enfants d'Oulu (en)         | (fi) Oulun kansainvälinen lasten- ja nuortenelokuvien festivaali (en) Oulu International Children's and Youth Film Festival | Oulu           | 1982     | Novembre           |                                                                                                | (en) Site officiel |
| Festival du film de Tampere                                     | (fi) Tampereen elokuvajuhlat (en) Tampere Film Festival                                                                     | Tampere        | 1969     | Mars               | Festival consacré aux courts métrages                                                          | (en) Site officiel |
| Kettupäivät (fi)                                                | (fi) Helsingin lyhytelokuvafestivaali                                                                                       | Helsinki       | 1982     |                    | Festival consacré aux courts métrages                                                          | (fi) Site officiel |
| Festival du film du soleil de minuit                            | (fi) Sodankylän elokuvajuhlat (en) Midnight Sun Film Festival                                                               | Sodankylä      | 1986     | Juin               |                                                                                                | (en) Site officiel |
| Festival international du film d'Helsinki ou « Love & Anarchy » | (fi) Rakkautta & Anarkiaa (en) Helsinki International Film Festival (HIFF)                                                  | Helsinki       | 1988     | Septembre          |                                                                                                | (en) Site officiel |
| Festival international du film Espoo Ciné ou « Espoo Ciné »     | (en) Espoo Ciné International Film Festival                                                                                 | Espoo          | 1990     | Août               | Festival célébrant le cinéma européen                                                          | (en) Site officiel |
| Vinokino                                                        | | Turku Helsinki | 1991     | Octobre - novembre | Festival consacré aux films LGBT                                                               | (en) Site officiel |
| Night Visions (en)                                              | | Helsinki       | 1998     |                    | Festival bi-annuel consacré aux films d'horreur, de fantasy et de science-fiction              | (en) Site officiel |
| Festival du film documentaire de Helsinki ou « DocPoint »       | (en) Helsinki Documentary Film Festival                                                                                     | Helsinki       | 2001     |                    | L'un des plus importants festivals consacrés aux films documentaires dans les pays scandinaves | (en) Site officiel |
| Cinemaissí (en)                                                 | | Helsinki       | 2005     | Octobre            | Festival célébrant le cinéma d'Amérique latine et des Caraïbes                                 | (en) Site officiel |
| Festival du film et des arts médiatiques Lens Politica          | (fi) Yhteiskunnallisen elokuvan & taiteen festivaali (en) Lens Politica Film and Media Art Festival                         | Helsinki       | 2005     | Novembre           | Festival consacré aux sujets politiques et sociaux                                             | (en) Site officiel |

## Grèce
| Nom                                                         | Nom original / anglophone                                                                                            | Ville                 | Création | Tenue     | Détails                                                                                    | Site officiel      |
| ----------------------------------------------------------- | --- | --------------------- | -------- | --------- | ------------------------------------------------------------------------------------------ | ------------------ |
| Festival international du film de Thessalonique             | (el) Διεθνές Φεστιβάλ Κινηματογράφου Θεσσαλονίκης (en) International Thessaloniki Film Festival (TIFF)               | Thessalonique         | 1959     | Novembre  | Principal festival du pays – Prix principal : Alexandre d'or                               | (en) Site officiel |
| Festival du court-métrage de Dráma                          | (el) (en) International Short Film Festival in Drama                                                                 | Dráma                 | 1978     | Septembre | Festival consacré aux courts métrages                                                      | (en) Site officiel |
| Festival du film francophone de Grèce                       | (el) Φεστιβάλ Γαλλόφωνου Κινηματογράφου                                                                              | Athènes Thessalonique | 1999     | Mars      |                                                                                            | Site officiel      |
| Festival méditerranéen des nouveaux réalisateurs de Larissa | (el) Μεσογειακό Φεστιβάλ Νέων Κινηματογραφιστών Λάρισας (en) Larissa Mediterranean Festival of New Filmmakers        | Larissa               | 1993     | Avril     | Festival consacré aux courts métrages – Prix principal : Cheval d'or                       |                    |
| Festival international du film d'Athènes                    | (el) Διεθνούς Φεστιβάλ Κινηματογράφου της Αθήνας (en) Athens International Film Festival (AIFF)                      | Athènes               | 1995     | Septembre | Prix principal : Athéna d'or                                                               | (en) Site officiel |
| Festival international du film du Péloponnèse               | (el) Πελοποννησιακό Κορινθιακό Διεθνές Φεστιβάλ Κινηματογράφου (en) Peloponnesian International Film Festival (PIFF) | Corinthe              | 2008     | Octobre   |                                                                                            | (en) Site officiel |
| Ethnofest                                                   | (el) Αστική μη Κερδοσκοπική Εταιρεία (Α.Μ.Κ.Ε.) (en) Ethnofest – Athens Ethnographic Film Festival                   | Athènes               | 2010     | Novembre  | Festival international de film ethnographique, de documentaire et d'anthropologie visuelle | Site officiel      |

## Hongrie
| Nom                                                               | Nom original / anglophone                                                               | Ville     | Création | Tenue     | Détails                                 | Site officiel      |
| ----------------------------------------------------------------- | --------------------------------------------------------------------------------------- | --------- | -------- | --------- | --------------------------------------- | ------------------ |
| Festival du film d'animation de Kecskemét (en)                    | (hu) Kecskeméti Animációs Filmfesztivál (en) Kecskemét Animation Film Festival (KAFF)   | Kecskemét | 1985     | Juin      | Festival consacré aux films d'animation | (en) Site officiel |
| Festival du court métrage de Budapest ou « Busho »                | (hu) BuSho Rövidfilm Fesztivál (en) Budapest Short Film Festival                        | Budapest  | 2004     | Septembre | Festival consacré aux courts métrages   | (en) Site officiel |
| Festival international du film de Miskolc ou « Jameson CineFest » | (hu) Miskolci Nemzetközi Filmfesztivál (en) Miskolc International Film Festival         | Miskolc   | 2004     | Septembre |                                         | (en) Site officiel |
| Festival du film d'animation Kiskakas                             | (hu) Kiskakas animációsfilm fesztivál (en) Kiskakas Animation Film Festival             |           | 2008     | Octobre   | Festival consacré aux films d'animation | (en) Site officiel |
| Festival international du film de Budapest                        | (hu) Budapest Nemzetközi Filmfesztivál (en) Budapest International Film Festival (BIFF) | Budapest  | 2014     | Septembre |                                         | (en) Site officiel |

## Irlande
| Nom                                                   | Nom original / anglophone                                                                                     | Ville         | Création | Tenue        | Détails                                                            | Site officiel      |
| ----------------------------------------------------- | --- | ------------- | -------- | ------------ | ------------------------------------------------------------------ | ------------------ |
| Festival du film de Belfast (en)                      | (en) Belfast Film Festival                                                                                    | Belfast       | 1994     | Novembre     |                                                                    | (en) Site officiel |
| Festival du film de Cork                              | (en) Cork Film Festival                                                                                       | Cork          | 1956     | Novembre     |                                                                    | (en) Site officiel |
| Festival du film de Galway                            | (en) Galway Film Fleadh                                                                                       | Galway        | 1988     | Juillet      |                                                                    | (en) Site officiel |
| Festival du film gay et lesbien de Dublin ou « GAZE » | (en) Dublin Lesbian and Gay Film Festival                                                                     | Dublin        | 1992     | Août         | Festival consacré aux films LGBT                                   | (en) Site officiel |
| Festival du film Fresh (en)                           | (en) Fresh Film Festival (ga) Féile Úr Scannán                                                                | Limerick      | 1997     | Mars / Avril | Festival consacré aux films réalisés par des enfants de 7 à 18 ans | (en) Site officiel |
| Festival international du film de Dublin              | (en) Jameson Dublin International Film Festival (JDIFF) (ga) Féile Jameson Idirnáisiúnta Scannán Átha Chliath | Dublin        | 2002     | Mars         | Prix principal : Volta Award                                       | (en) Site officiel |
| Festival du film de Mid Ulster (en)                   | (en) Mid Ulster Film Festival                                                                                 | Omagh         | 2004     | Mai          | Festival consacré aux premiers films                               | (en) Site officiel |
| Festival du film africain de Galway (en)              | (en) Galway African Film Festival (GAFF)                                                                      | Galway        | 2008     | Mai          | Festival consacré au cinéma africain                               | (en) Site officiel |
| Festival du film underground de Dún Laoghaire         | (en) Underground Cinema Film Festival                                                                         | Dún Laoghaire | 2009     | Septembre    | Festival consacré aux films indépendants et underground            | (en) Site officiel |

## Islande
| Nom                                         | Nom original / anglophone                                                                   | Ville     | Création | Tenue               | Détails | Site officiel      |
| ------------------------------------------- | ------------------------------------------------------------------------------------------- | --------- | -------- | ------------------- | ------- | ------------------ |
| Festival international du film de Reykjavik | (is) Alþjóðleg kvikmyndahátíð í Reykjavík (en) Reykjavík International Film Festival (RIFF) | Reykjavik | 2004     | Septembre - octobre |         | (en) Site officiel |

## Italie
| Nom                                                                | Nom original / anglophone | Ville               | Création | Tenue              | Détails | Site officiel      |
| ------------------------------------------------------------------ | --- | ------------------- | -------- | ------------------ | --- | ------------------ |
| Efebo d'oro (it)                                                   | (it) Efebo d'oro | Palerme             | 1979     | Novembre           | | (it) Site officiel |
| Festival international du film de Venise ou « Mostra de Venise »   | (it) Mostra Internazionale d'Arte Cinematografica della Biennale di Venezia (en) Venice International Film Festival           | Venise              | 1932     | Août               | Plus ancien festival de cinéma du monde ; plus important festival d'Italie et l'un des plus importants du monde – Prix principal : Lion d'or | (en) Site officiel |
| Festival du cinéma européen de Lecce (it)                          | (it) Festival del Cinema Europeo                                                                                              | Lecce               | 1999     | Avril              | | (it) Site officiel |
| Festival du film de Taormine                                       | (en) Taormina Film Fest | Taormine            | 1955     | Juin               | Prix principal : Charybde d'or | (en) Site officiel |
| Festival du film de Giffoni                                        | (en) Giffoni Film Festival (GFF)                                                                                              | Giffoni Valle Piana | 1970     | Juillet            | L'un des plus grands festivals pour enfants du monde                                                                                         | (en) Site officiel |
| MystFest                                                           | (en) Festival internazionale del giallo e del mistero                                                                         | Cattolica           | 1976     | Juin               | Festival de cinéma et de littérature consacré aux genres du polar et du giallo                                                               | (it) Site officiel |
| Festival du Film de Flaiano                                        | (en) Flaiano Film Festival | Pescara             | 1974     | Juin               | Festival créé au sein de l'événement des prix Flaiano remis dans les domaines artistiques                                                    | (it) Site officiel |
| Fantafestival                                                      | (it) Mostra Internazionale del Film di Fantascienza e del Fantastico (en) International Science Fiction and Fantasy Film Show | Rome                | 1981     | Juin               | Festival consacré aux films d'horreur, fantastiques ou de science-fiction                                                                    | (it) Site officiel |
| Festival du film de Turin                                          | (en) Torino Film Festival (TFF)                                                                                               | Turin               | 1982     | Novembre           | | (it) Site officiel |
| Festival du film muet de Pordenone                                 | (it) Giornate del cinema muto de Pordenone (en) Pordenone Silent Film Festival                                                | Pordenone           | 1982     | Octobre            | Festival consacré aux films muets | (it) Site officiel |
| Festival du film gay et lesbien de Turin                           | (en) Torino Gay & Lesbian Film Festival (TGLFF)                                                                               | Turin               | 1986     | Mai                | Festival consacré aux films LGBT | (it) Site officiel |
| Il cinema ritrovato                                                | | Bologne             | 1986     | Octobre            | Festival consacré aux films rares | (en) Site officiel |
| Festival du film de Trieste                                        | (en) Trieste Film Festival | Trieste             | 1989     | Janvier            | L'un des plus importants festivals consacrés au cinéma d'Europe centrale et de l'Est                                                         | (en) Site officiel |
| Festival du film noir de Courmayeur                                | (it) Courmayeur Noir in festival (en) Courmayeur Noir Film Festival                                                           | Courmayeur          | 1991     | Décembre           | Festival consacré aux films noirs | (en) Site officiel |
| Festival du cinéma d'Afrique, d'Asie et d'Amérique latine de Milan | (it) Festival del Cinema Africano, d’Asia e America Latina (en) African, Asian and Latin America Film Festival                | Milan               | 1991     | Mai                | Festival consacré au cinéma asiatique, africain et latino                                                                                    | (en) Site officiel |
| MedFilm Festival                                                   | | Rome                | 1995     | Juillet            | Festival consacré au cinéma méditerranéen | (en) Site officiel |
| Festival du film de Milan (en)                                     | (en) Milano Film Festival | Milan               | 1996     | Septembre          | | (en) Site officiel |
| Future Film Festival                                               | | Bologne             | 1999     | Mars - avril       | Festival consacré aux films d'animation | (en) Site officiel |
| Festival international du film de Rome                             | (it) Festival internazionale del film di Roma (en) International Rome Film Festival                                           | Rome                | 2006     | Octobre            | Prix principal : Marc Aurèle d'Or | (en) Site officiel |
| Abstracta Cinema                                                   | | Rome                | 2006     | Octobre            | Festival consacré au cinéma abstrait | (en) Site officiel |
| Festival du film français de Florence ou « France Odéon »          | (it) Festival del Cinema Francese                                                                                             | Florence            | 2009     | Octobre - novembre | Festival consacré au cinéma français | (en) Site officiel |
| Festival international du film de Bari                             | (it) Festival internazionale del film di Bari (en) Bari International Film Festival (BIF&ST)                                  | Bari                | 2009     | Mars               | | (en) Site officiel |
| La Guarimba International Film Festival                            | | Amantea             | 2013     | Août               | Festival international de courts-métrages | (fr) Site officiel |

## Lettonie
| Nom                                                       | Nom original / anglophone                                                               | Ville | Création | Tenue   | Détails                                                                           | Site officiel      |
| --------------------------------------------------------- | --------------------------------------------------------------------------------------- | ----- | -------- | ------- | --------------------------------------------------------------------------------- | ------------------ |
| Festival international du film de Riga (en) ou « 2ANNAS » | (lv) Rīgas Starptautiskais filmu festivāls 2ANNAS (en) Riga International Film Festival | Riga  | 1986     | Octobre | Festival de courts métrages                                                       | (en) Site officiel |
| Lielais Kristaps                                          | (lv) Lielais Kristaps                                                                   | Riga  | 1977     | Février | Festival de films de fiction, courts métrages, films d'animation et documentaires | (lv) Site officiel |

## Lituanie
| Nom                                                             | Nom original / anglophone                                                                                   | Ville   | Création | Tenue             | Détails                              | Site officiel      |
| --------------------------------------------------------------- | --- | ------- | -------- | ----------------- | ------------------------------------ | ------------------ |
| Festival international du film de Vilnius ou « Kino Pavasaris » | (lt) Vilniaus tarptautinis kino festivalis „Kino pavasaris“ (en) Vilnius International Film Festival (VIFF) | Vilnius | 1995     | Mars - avril      |                                      | (en) Site officiel |
| Festival du film documentaire de Vilnius                        | (lt) Vilniaus dokumentinių filmų festivalis (en) Vilnius Documentary Film Festival (VDFF)                   | Vilnius | 2005     | Septembre         | Festival de films documentaires      | (en) Site officiel |
| Festival du court métrage de Vilnius                            | (lt) Vilniaus kino šortai (en) Vilnius Film Shorts                                                          | Vilnius | 2006     | Octobre           | Festival de courts métrages          | (en) Site officiel |
| Écrans d'hiver                                                  | (lt) Žiemos Ekranai                                                                                         | Vilnius | 2006     | Janvier - février | Festival consacré au cinéma français | Site officiel      |
| Festival international du film de Kaunas (en)                   | (lt) Tarptautinis Kauno kino festivalis (en) Kaunas International Film Festival                             | Kaunas  | 2007     | Octobre           |                                      | (en) Site officiel |

## Luxembourg
| Nom                                                            | Nom original / anglophone                       | Ville      | Création | Tenue          | Détails | Site officiel |
| -------------------------------------------------------------- | ----------------------------------------------- | ---------- | -------- | -------------- | ------- | ------------- |
| Festival du film d'Europe centrale et orientale ou « CinEast » | (en) Central and Eastern European Film Festival | Luxembourg | 2008     | Octobre        |         | Site officiel |
| Lëtzebuerger Filmpräis (lb)                                    | (lb) Lëtzebuerger Filmpräis                     | Luxembourg | 2003     | Octobre        |         | Site officiel |
| Luxembourg City Film Festival                                  | (en) Luxembourg City Film Festival              | Luxembourg | 2011     | Février - mars |         | Site officiel |

## Macédoine
| Nom                                              | Nom original / anglophone | Ville    | Création | Tenue    | Détails                                                                                             | Site officiel      |
| ------------------------------------------------ | --- | -------- | -------- | -------- | --------------------------------------------------------------------------------------------------- | ------------------ |
| Festival international du film des frères Manaki | (mk) Интернационалниот фестивал на филмска камера "Браќа Манаки" (en) International Cinematographers Film Festival "Manaki Brothers" | Bitola   | 1979     | Octobre  | Festival consacré au travail des directeurs de la photographie – Prix principal : Golden Camera 300 | (en) Site officiel |
| Festival du film de Skopje                       | (mk) Скопје Филм Фестивал (en) Skopje Film Festival                                                                                  | Skopje   | 1997     | Avril    | | (mk) Site officiel |
| CineDays                                         | | Skopje   | 2002     | Novembre | Festival consacré au cinéma européen                                                                | (mk) Site officiel |
| Asterfest (mk)                                   | (mk) Астерфест | Strumica | 2006     | Mai      | | (en) Site officiel |
| MakeDox                                          | (mk) МакеДокс | Skopje   | 2010     | Juin     | Festival consacré aux films documentaires – Prix principal : Onion Award                            | (en) Site officiel |
| Festival du film d'animation de Skopje ou ANIMAX | (mk) Анимакс Скопје Фест (en) Skopje Animation Festival                                                                              | Skopje   | 2010     | Novembre | Festival consacré aux films d'animation – Prix principal : Brique d'or                              | (en) Site officiel |

## Monaco
| Nom                                           | Nom original / anglophone                      | Ville       | Création | Tenue    | Détails                                | Site officiel      |
| --------------------------------------------- | ---------------------------------------------- | ----------- | -------- | -------- | -------------------------------------- | ------------------ |
| Festival international du film de Monaco (en) | (en) Monaco International Film Festival (MIFF) | Monte-Carlo | 2003     | Décembre | Prix principal : Angel Film Award      | (en) Site officiel |
| Festival de musique de film de Monaco (en)    | (en) Monaco Music Film Festival (MMFF)         | Monte-Carlo | 2006     | Mai      | Festival consacré à la musique de film | (en) Site officiel |

## Norvège
| Nom                                                         | Nom original / anglophone                                                                       | Ville       | Création              | Tenue                        | Détails                                 | Site officiel      |
| ----------------------------------------------------------- | ----------------------------------------------------------------------------------------------- | ----------- | --------------------- | ---------------------------- | --------------------------------------- | ------------------ |
| Festival international du film norvégien de Haugesund       | (no) Norske filmfestivalen i Haugesund (en) Norwegian International Film Festival               | Haugesund   | 1973                  | Août                         | Prix principal : Prix Amanda            | (en) Site officiel |
| Festival du court métrage de Grimstad                       | (no) Kortfilmfestivalen i Grimstad (en) Norwegian Short Film Festival                           | Grimstad    | 1978                  | Juin                         | Festival consacré aux courts métrages   | (en) Site officiel |
| Festival international Fusion du film d'Oslo (no)           | (no) Oslo Fusion International Film Festival                                                    | Oslo        | 2003                  | Septembre                    |                                         | (en) Site officiel |
| Festival international du film d'Oslo (no)                  | (no) Oslo internasjonale filmfestival (en) Oslo International Film Festival (OIFF)              | Oslo        | 1991                  | Novembre                     |                                         | (en) Site officiel |
| Festival international du film de Tromsø                    | (no) Tromsø internasjonale filmfestival (en) Tromsø International Film Festival (TIFF)          | Tromsø      | 1991                  | Janvier                      | Prix principal : Prix du public         | (en) Site officiel |
| Festival du film d'animation de Fredrikstad (no)            | (en) Fredrikstad Animation Festival (FAF)                                                       | Fredrikstad | 1994                  | Novembre                     | Festival consacré aux films d'animation | (en) Site officiel |
| Festival international du film de WT Os (no) ou WT-Festival | (no) WT Os internasjonale filmfestival (en) WT Os International Film Festival                   | Os          | 1999                  | Novembre                     |                                         | (en) Site officiel |
| Festival international du film de Bergen                    | (no) Bergen internasjonale filmfestival (en) Bergen International Film Festival (BIFF)          | Bergen      | 2000                  | Octobre                      | Prix principal : Cinema Extraordinare   | (en) Site officiel |
| Festival international du film de Trondheim ou Kosmorama    | (no) Kosmorama Trondheim internasjonale filmfestival (en) Trondheim International Film Festival | Trondheim   | 2004[réf. nécessaire] | Avril - mai[réf. nécessaire] |                                         | (en) Site officiel |
| Festival du film tamil de Norvège (en)                      | (en) Norway Tamil Film Festival (NTFF)                                                          | Oslo        | 2010                  | Avril                        | Festival consacré au cinéma tamil       | (en) Site officiel |

## Pays-Bas
- Amsterdam : Festival international du film documentaire d'Amsterdam (IDFA)
- Amsterdam : Festival du film fantastique d'Amsterdam (AFFF)
- Flessingue : Film by the Sea (en), du 14 au 23 septembre (festival centré sur les adaptations cinématographiques d'œuvres littéraires)
- Rotterdam : Festival international du film de Rotterdam (IFFR).
- Utrecht : Festival du cinéma néerlandais d'Utrecht (NFF)
- Leyde : Festival international du film de Leyde (en) (LIFF)
- Festivals itinérants :
  - Festival itinérant du film iranien (en)
  - Platina Film (en)

## Pologne
- Cracovie
  - Festival international du film Etiuda & Anima (2 sections : cinéma d'animation, films de fin d'études, généralement en novembre) (pl + en) Site officiel
  - Festival du film de Cracovie (centré sur les documentaires et les courts métrages, généralement fin mai ou début juin) (pl + en) Site officiel
  - Festival international du cinéma indépendant PKO Off Camera (centré sur les jeunes réalisateurs présentant leur premier long métrage, en avril ou en mai) (pl + en) « Site officiel »(Archive.org • Wikiwix • Archive.is • Google • Que faire ?)
  - Festival de musique de film de Cracovie, associant musique live de grandes formations sous la baguette de grands chefs d'orchestre et projection de films, fin septembre) (pl + en) Site officiel
- Gdańsk, Gdynia :
  - Festival du film polonais de Gdynia
- Koszalin : Festival du film européen de Koszalin
- Łódź, Toruń, Bydgoszcz
  - Plus Camerimage
- Varsovie
  - Festival international du film de Varsovie (Warszawski Międzynarodowy Festiwal Filmowy) en octobre (pl + en) Site officiel
- Wrocław
  - T-Mobile Nouveaux Horizons, en juillet/août (pl + en) Site officiel
  - American Film Festival, organisé par Nouveaux Horizons, en octobre (en + pl) Site officiel

## Portugal
- Estoril : Festival du film d'Estoril
- Porto : Fantasporto
- Setúbal : Festival international du film de Tróia

## République tchèque

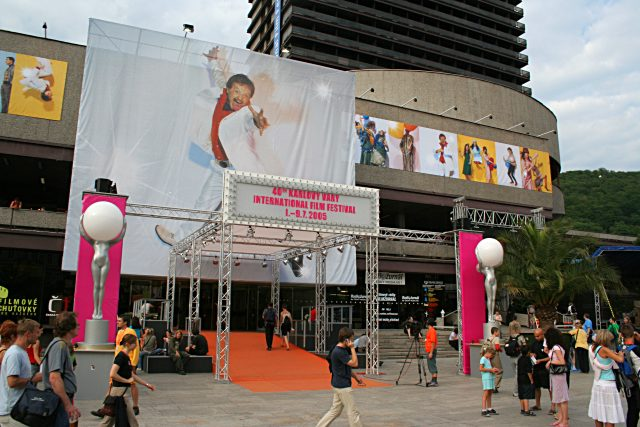
L'entrée du festival de Karlovy Vary

- Bohême-du-Sud : Festival international du film d'écologie (Site officiel)
- Chotěboř : Festival du film d'imagination et science-fiction (officiel)
- Karlovy Vary : Festival international du film de Karlovy Vary
- Jihlava : Festival international du documentaire de Jihlava (Site officiel)
- Olomouc : Festival international du documentaire scientifique (Site officiel)
- Plzeň : Finále - Festival du film tchèque (Site officiel)
- Prague
  - Anishort Festival - Festival international de courts métrages d’animation (Site officiel)
  - Febiofest (en), festival international du film de Prague (Site officiel)
  - Festival Jeden Svět (One World, Un Monde) - Festival du film documentaire sur les droits de l'homme
  - Mezipatra, Festival du film gay, lesbien et trans-sexuel (Site officiel), également à Brno
  - Techfilm (cs) : Festival du film scientifique
- Teplice nad Metují : Festival international du film d'alpinisme (Site officiel)
- Liberec : Anifilm - Festival international du film d'animation (Site officiel)
- Zlín : Festival international du film pour les enfants et la jeunesse (Site officiel)

## Roumanie
- Bucarest : Festival du film français de Bucarest
- Cluj-Napoca :
  - Festival international du film de Transylvanie
  - Soirées du film gay de Cluj-Napoca (Serile Filmului Gay de Cluj-Napoca, Site officiel)
- Sfântu Gheorghe : Anonimul International Independent Film Festival (Site officiel)
- Sibiu : Festival international du film documentaire Astra (Site officiel)

## Royaume-Uni
- (à travers le pays) : Festival du film français UK
- Édimbourg : Festival international du film d'Édimbourg
- Londres
  - Festival du film de Londres
  - London Lesbian and Gay Film Festival (infos sur le site du British Film Institute, organisateur du festival)

## Russie
- Moscou : Festival international du film de Moscou
- Saint-Pétersbourg : Festival international du film Kino Forum de Saint-Pétersbourg (site officiel)
- Sotchi : Kinotavr (site officiel)
- Vologda : Vologda Independent Cinema from European Screens (VOICES)
- Vyborg : Fenêtre sur l'Europe (site officiel)

## Serbie
- Belgrade : Festival international du film de Belgrade

## Slovaquie
- Bratislava :
  - Festival international du film de Bratislava
  - Biennale d'animation de Bratislava (BAB) ou Festival international de films d'animation pour enfants

## Suède
- Göteborg : Festival international du film de Göteborg
- Stockholm : Festival international du film de Stockholm

## Suisse
- Bienne : Festival du film français d'Helvétie
- Fribourg : Festival international de films de Fribourg
- Genève :
  - Festival du Film et Forum international sur les Droits humains (FIFDH), Genève
  - Festival international du film oriental de Genève
  - Festival Black Movie de Genève
  - Geneva International Film Festival Tous Ecrans
  - Festival International de courts-métrages de Genève, Écran-Mobile
- Lausanne :
  - Lausanne Underground Film and Music Festival
  - Festival international du film pour l'énergie (FIFEL) - (fondé en 1986) (site officiel)
- Lausanne-Prilly : Ciné Festival
- Les Diablerets : Festival du film des Diablerets
- Locarno : Festival international du film de Locarno
- Neuchâtel : Festival international du film fantastique de Neuchâtel
- Nyon : Visions du réel
- Soleure : Journées cinématographiques de Soleure
- Vevey : Vevey International Funny Film Festival

## Turquie
- Ankara :
  - Festival international du film d'Ankara
  - Festival international du film de femmes d'Ankara
- Antalya : Festival international du film d'Antalya en octobre
- Istanbul :
  - Festival international du film d'Istanbul
  - Festival international du cinéma indépendant d'Istanbul
  - Festival du film gay et lesbien d'Istanbul

## Ukraine
- Kiev :
  - DocuDays UA, sur les droits de l'homme
  - Festival international du film de Kiev Molodist
- Odessa :
  - Festival international du film d'Odessa